# 夢前川
夢前川（ゆめさきがわ）は、兵庫県姫路市を流れる河川。二級水系の本流である。加古川・市川・揖保川・千種川と並び播磨五川と呼ばれる。

## 地理
兵庫県姫路市夢前町の日本三彦山のひとつである雪彦山に発して南流。置塩(おしお)谷を経て書写山東麓から播磨平野へ出る。西側の谷を流れてきた菅生川を姫新線余部駅付近で併せ、姫路市飾磨区と広畑区の境から播磨灘に注ぐ。
春になると、桜が満開になり、観光客が来る。

## 流域の自治体
- 姫路市

## 支流
- 菅生川
- 水尾川

## 流域の観光地
- 塩田温泉（兵庫県姫路市夢前町塩田）
- 置塩城跡（兵庫県姫路市夢前町宮置）
- 書写山圓教寺（兵庫県姫路市書写）

## 主な橋梁

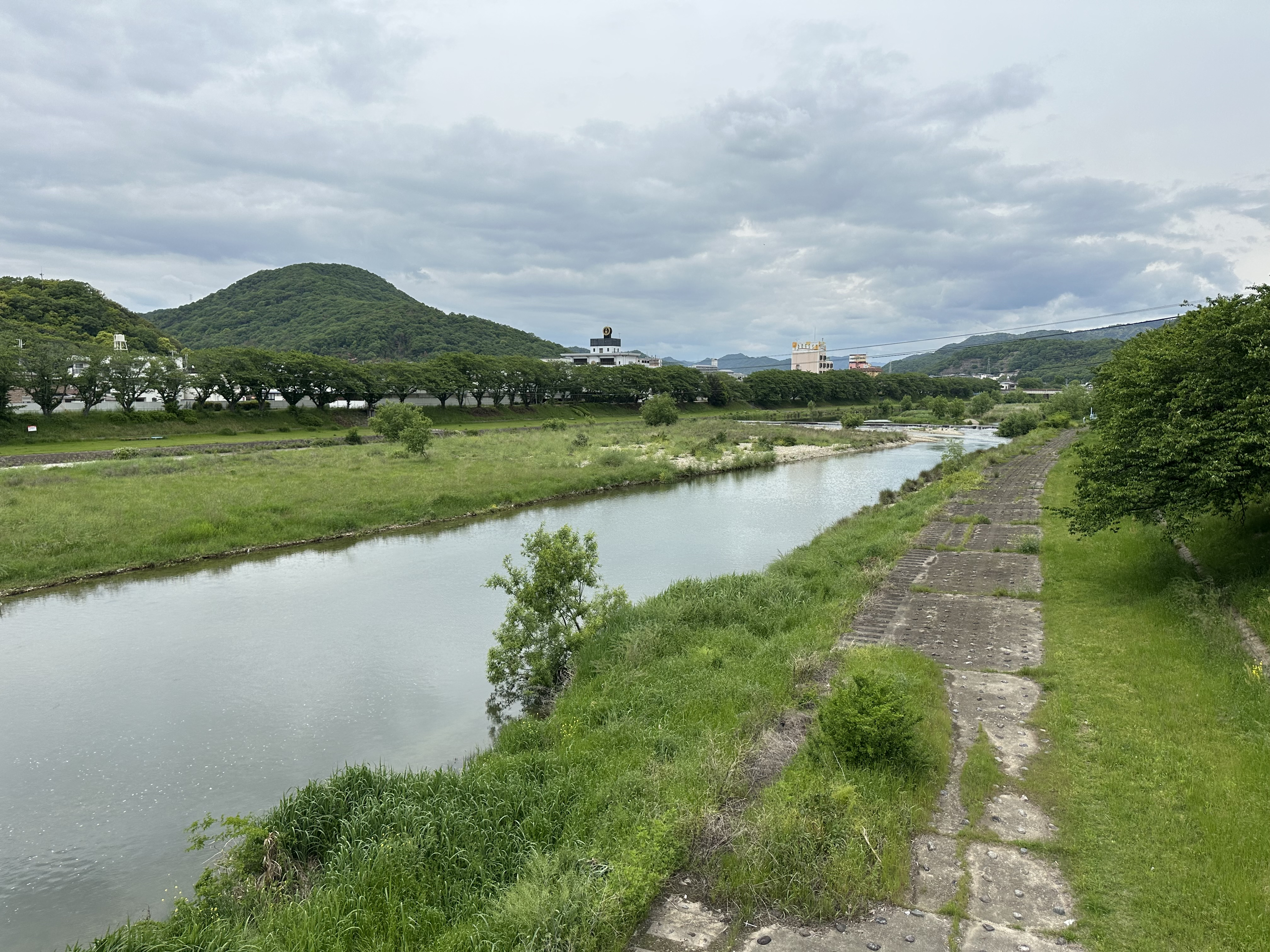
国道2号線の夢前橋から北側を臨む。奥にJR姫新線の夢前川橋梁が見える。

- 汐見橋 - 国道250号線
- ふれあい橋
- 夢前川橋梁 - 山陽電気鉄道網干線
- 歌野橋 - 県道502号線
- 広栄橋
- 京見橋 - 県道415号線
- 夢前川橋梁 - JR山陽本線
- 才崎橋
- 夢前大橋 - 国道2号線
- 蒲田橋
- 夢前川橋梁 - JR山陽新幹線
- 新蒲田橋
- 夢前橋 - 国道2号線
- 夢前川橋梁 - JR姫新線
- 田井橋 - 県道5号線
- 新書写橋
- 書写橋 - 県道545号線
- 夢前川橋梁 - 山陽自動車道
- 山冨橋 - 県道67号線
- 清水橋
- 宮置橋 - 県道80号線
- 糸田橋 - 県道67号線
- 古新橋
- 塩田橋
- 岡橋
- 夢前川橋 - 中国自動車道
- 鹿谷橋 - 県道23号線
- 鹿谷橋
- 新橋

## トピック
- 姫路市広畑区東新町には夢前川駅（山陽電気鉄道網干線）がある。下流部の西岸に当たる。